# Jezero Zell
Jezero Zell (nemško Zeller See) je majhno sladkovodno alpsko jezero v zvezni deželi Salzburg v Avstriji. Nastalo je proti koncu zadnje ledene dobe pred 10.000 do 6.000 leti. Na južnem delu jezera je kanal, dolg približno dva kilometra, ki povezuje jezero Zell z reko Salzach. Ime je dobilo po mestu Zell am See, ki leži na aluvialnem stožcu Schmittenbacha, ki štrli v jezero. Jezero je dolgo 4 kilometre in široko 1,5 kilometra, ima površino 4,55 km². Globoko je do 73 metrov (povprečno 39 m) in leži na nadmorski višini 750 metrov. 
Jezero poleti napajajo številni majhni gorski potoki, iz njega pa izteka le kanal, povezan z reko Salzach. Številni hudourniki in izviri preprečujejo, da bi jezero pozimi zmrznilo, dokler se ne pojavijo zelo nizke temperature; takrat se uporablja za zimske športe. Drsanje in curling sta priljubljena v zalivih. Poleti se jezero uporablja za čolnarjenje z veseli (čolni, ki jih poganjajo motorji na zgorevanje niso dovoljeni, razen trajektov, ki prečkajo širino jezera od Zell-a do Thumersbacha, namesto tega se lahko najame čoln na električni pogon). Voda je zelo bistra in primerna za plavanje ali potapljanje, vendar je lahko hladna. Povprečna temperatura vode poleti je 18 stopinj, kar je še vedno precej osvežujoče. 
Južni konec jezera v bližini Schüttdorfa je plitvejši in večinoma napolnjen z vodnim rastlinjem, zaradi česar ni primeren za čolnarjenje ali kopanje.

## Ribja populacija
Večina okolice jezera Zell je naravni rezervat. Uporabljajo se strogi okoljski predpisi; to se kaže v visoki kakovosti vode in posledično v številčnosti ribjih vrst.
Jezero Zell poseljujejo različne sorte rib, predvsem bele ribe (Coregonus – 'ozimica'). Najpogostejše vrste so ploščič (Abramis), rdečeoka, ščuke in navadni ostriž (Perca fluviatilis).